# Lucrecia Terán
Lucrecia Terán Barrientos (Rancagua, 2 maggio 1932 – 6 maggio 2010) è stata una cestista cilena.

## Carriera
Con il Cile ha disputato due edizioni dei Campionati del mondo (1953, 1957).